# The Choice
The Choice (Uma Escolha por Amor (título em Portugal) ou A Escolha (título no Brasil)) é um filme romântico norte-americano dirigido por Ross Katz em 2016. Baseado em romance do autor Nicholas Sparks, estrelando Benjamin Walker, Teresa Palmer, Maggie Grace, Alexandra Daddario, Tom Welling e Tom Wilkinson. Sua estreia no Brasil ocorreu no dia 4 de fevereiro de 2016 pela Paris Filmes. Em Portugal estreou-se a 11 de fevereiro de 2016.

## Sinopse
Travis Parker tem uma vida confortável, um bom emprego, amigos leais e uma casa em pequena cidade costeira. Ele busca diariamente viver plenamente e acredita que um relacionamento sério limitaria o seu estilo de vida. Isso até que Gabby Holland se muda para a casa ao lado. Mesmo que ela tenha um namorado, a moça o instiga logo de cara e faz com que os dois se entreguem a uma relação que nenhum deles esperava. 

## Elenco
| Ator                    | Personagem        |
| ----------------------- | ----------------- |
| Benjamin Walker         | Travis Parker     |
| Teresa Palmer           | Gabby Holland     |
| Alexandra Daddario      | Monica            |
| Maggie Grace            | Stephanie Parker  |
| Tom Welling             | Dr. Ryan McCarthy |
| Tom Wilkinson           | Dr. Shep          |
| Brad James              | Ben               |
| Brett Rice              | Dr. McCarthy      |
| Ashley LeConte Campbell | Maryanne McCarthy |
| Noree Victoria          | Liz               |
| Anna Enger              | Megan             |
| Dianne Sellers          | Jackie            |
| Wilbur Fitzgerald       | Mr. Holland       |
| Callan White            | Mrs. Holland      |

## Recepção crítica
A escolha recebeu críticas negativas dos críticos. No Rotten Tomatoes, o filme tem uma classificação de 11%, com base em 84 comentários, com uma classificação média de 3,57 / 10. consenso crítico do site diz: "Assim como os 10 filmes anteriores de Nicholas Sparks, A escolha amantes estrela-cruzados no Sul banhadas pelo sol - mas, mesmo para aqueles que amaram seus antecessores, este melodrama gaze pode sentir dolorosamente estereotipada.